# Gomphus exilis
Gomphus exilis е вид водно конче от семейство Gomphidae. Видът не е застрашен от изчезване.

## Разпространение
Разпространен е в Канада (Квебек, Манитоба, Нова Скотия, Ню Брънзуик и Онтарио) и САЩ (Алабама, Арканзас, Вирджиния, Върмонт, Делауеър, Джорджия, Западна Вирджиния, Илинойс, Индиана, Кентъки, Луизиана, Масачузетс, Мейн, Мериленд, Минесота, Мисисипи, Мисури, Мичиган, Ню Джърси, Ню Йорк, Ню Хампшър, Охайо, Пенсилвания, Род Айлънд, Северна Каролина, Тенеси, Уисконсин, Флорида и Южна Каролина).

## Описание
Популацията на вида е стабилна.